# Al Qalyubiyah
Al Qalyubiyah (Kalyubeya, Arabisch: القليوبية) is een gouvernement in het noordoosten van Egypte aan de noordgrens van het hoofdstedelijke gouvernement Caïro. De hoofdstad van Al Qalyubiyah is Banha.
Met een oppervlakte van zo'n duizend vierkante kilometer is het gouvernement bij de kleinere van het land. Eind 2006 telde het ruim 4,2 miljoen inwoners, wat het gouvernement op dat vlak tot een van de grotere maakt. Ongeveer twee derde van die inwoners woont op het platteland.
Het gouvernement viert haar nationale feestdag op 30 augustus.
Ad Daqahliyah · Al Buhayrah · Alexandrië · Al Gharbiyah · Al Minufiyah · Al Qalyubiyah · Ash Sharqiyah · Assioet · Aswan · Beni Suef · Caïro · Damietta · Fajoem · Gizeh · Ismaïlia · Kafr el Sheikh· Luxor · Matruh  · Minya · Nieuwe Vallei · Noord-Sinaï · Port Said · Qina · Rode Zee · Suez · Suhaj  · Zuid-Sinaï